# Aylesbury Vale
Aylesbury Vale war ein District in der Grafschaft Buckinghamshire in England. Er bestand von 1974 bis 2020. Er war benannt nach dem Tal in den Chiltern Hills, in welchem der damalige Verwaltungssitz Aylesbury liegt. Weitere bedeutende Orte waren Buckingham und Winslow.
Der Bezirk wurde am 1. April 1974 gebildet und entstand aus der Fusion der Boroughs Aylesbury und Buckingham, der Rural Districts Aylesbury, Buckingham und Wing sowie eines Teils des Rural District Winslow. Am 1. April 2020 wurde der District aufgelöst und mit den drei anderen Districts der Grafschaft zur Unitary Authority Buckinghamshire vereinigt.